# 赵虎镇
赵虎镇，是中华人民共和国山東省德州市德城区下辖的一个乡镇级行政单位。

## 行政区划
赵虎镇下辖以下地区：
赵虎社区、李牌社区、岔河社区、郝庄社区、姜庄社区、避雪店社区、方庄社区、湾东社区、小高店社区、韩春社区、郭家庵社区、王英社区、赵宅社区、平福卢社区、张七社区、赵芙蓉社区、贾庄社区、三古社区、李芳社区、李尧社区、大刘汗社区、马升衢社区、大高家店村和阎王张村。